# Kyunghyang Shinmun
Le Kyunghyang Shinmun est un quotidien fondé en 1946 et publié à Séoul en Corée du Sud.

## Histoire
Le quotidien est fondé en 1946. Sa ligne éditoriale est progressiste et opposée au gouvernement. Il est dirigé par des catholiques soutenant Chang Myon, une figure de l'opposition. Durant les années 1950, il fait partie des cinq quotidiens les plus lus dans le pays. En avril 1959, le gouvernement force le Kyunghyang Shinmun à cesser toute publication,,. Le quotidien reprend sa parution en 1960, après la démission du président Syngman Rhee.
Le Kyunghyang Shinmun est la propriété du groupe Hanwha jusqu'en 1999. La crise économique asiatique pousse le chaebol à revendre le titre. Le Kyunghyang Shinmun est depuis un journal indépendant dont la majorité du capital est détenue par ses employés.